# زوروبابل رودريغيز
زوروبابل رودريغيز (بالإسبانية: Zorobabel Rodríguez)‏ (مواليد 13 أبريل 1902) هو ملاكم تشيلي، مثّل بلاده في الألعاب الأولمبية الصيفية 1924.

## روابط خارجية
زوروبابل رودريغيز على موقع أوليمبيديا (الإنجليزية)